# Аньяльский союз
Аньяльский союз (швед. Anjalaförbundet) — политическая группа офицеров шведской армии (113 офицеров-дворян), выступившая в 1788 году против абсолютизма короля Густава III.
12 августа 1788 года в местечке Аньяла (современная Южная Финляндия, в черте города Коувола) они составили «Декларацию аньяльских конфедератов», или «Условия финляндской армии», в которых требовали от короля прекратить начатую им без согласования с сословиями войну с Россией, вступить с ней в переговоры о мире и вернуться к конституционному правлению, существовавшему до абсолютистского переворота. Одним из основных требований союза был созыв риксдага. Часть офицеров добивалась государственного отделения Финляндии от Швеции в той или иной форме (соглашаясь при этом на автономию в Швеции или России).
Участники союза вступили в контакт с российским правительством. Не получив поддержки ни в Швеции, ни в России, Аньяльский союз распался осенью 1788 года, его участники арестованы и осуждены к тюремному заключению или каторге.